# Заслуженный работник ветеринарной медицины Украины
Заслуженный работник ветеринарной медицины Украины (укр. Заслужений працівник ветеринарної медицини України) — государственная награда Украины — почётное звание, присваиваемое Президентом Украины согласно Закону Украины «О государственных наградах Украины».

## Положение о почётном звании
Почетное звание установлено Верховной Радой Украины Законом № 2775-III от 15 ноября 2001 года "О внесении изменений в Закон Украины« О ветеринарной медицине »". Присвоение почётного звания производится указом Президента Украины. Почётное звание может быть присвоено гражданам Украины, иностранцам и лицам без гражданства.
Присвоение почётного звания посмертно не производится.

## Описание нагрудного знака
- Нагрудный знак аналогичен нагрудным знакам других почётных званий Украины категории «заслуженный».
- Нагрудный знак к почётному званию «Заслуженный работник ветеринарной медицины Украины» имеет форму овального венка, образованного двумя ветвями лавровых листьев. Концы ветвей внизу обвиты лентой. В середине венка помещен фигурный картуш с надписью «Заслужений працівник ветеринарної медицини». Картуш венчает малый Государственный Герб Украины.
- Лицевая сторона нагрудного знака выпуклая. Все изображения и надписи рельефные.
- На оборотной стороне нагрудного знака — застежка для прикрепления к одежде.
- Нагрудный знак изготавливаются из серебра.
- Размер нагрудного знака: ширина — 35 мм, длина — 45 мм.